# Kvervenuten
Kvervenuten är en bergstopp i Antarktis. Den ligger i Östantarktis. Norge gör anspråk på området. Toppen på Kvervenuten är 2 718 meter över havet, eller 336 meter över den omgivande terrängen. Bredden vid basen är 5,6 km.
Terrängen runt Kvervenuten är varierad. Trakten är obefolkad. Det finns inga samhällen i närheten. 